# Migdol

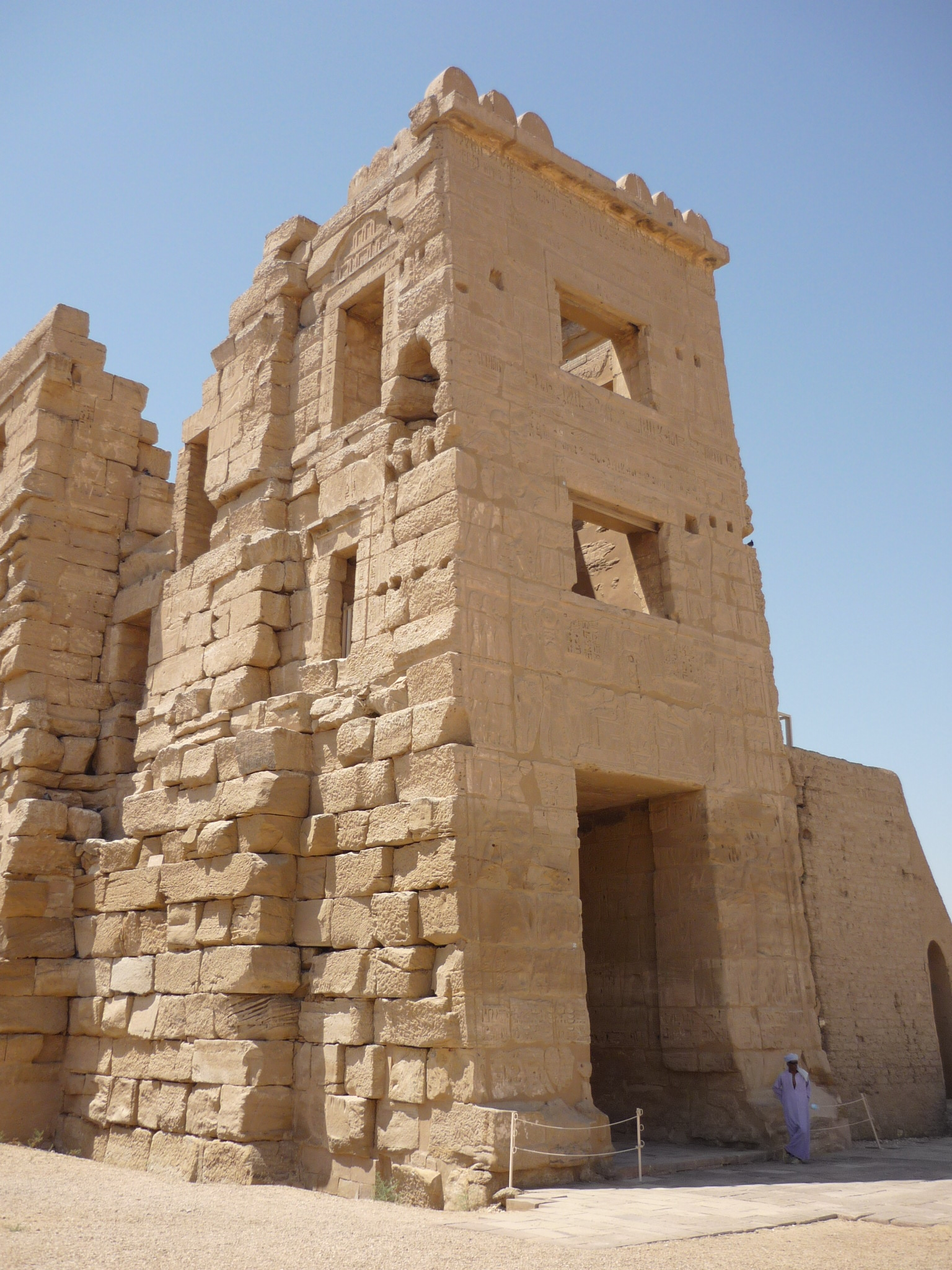
Migdol z zespołu obwarowań w Medinet Habu

Migdol (hebr. migdōl – wieża, staroegip. mktr) – zachodniosemickie określenie warownej wieży lub podobnego umocnienia występującego na starożytnym Bliskim Wschodzie w architekturze świeckiej i sakralnej. Również pochodna od tego nazwa topograficzna.

## W architekturze
W fortecach kananejskich starożytnej Palestyny mianem tym określano wzniesioną z kamienia wieżę bramną z rozmieszczonymi na piętrach oknami (otworami) służącymi celom obronnym. Zapewne też z podobnej wieży w biblijnym Jizreel dostrzeżono nadciągające wojska Jehu (2 Krl 9,17). Jak świadczą odkryte pozostałości budowli z epoki brązu (np. w Pelli), wieże takie mogły również flankować umocnione wejście do sanktuarium. 
Konstrukcję tę następnie przejęto i stosowano też w architekturze starożytnego Egiptu. Znana jest przede wszystkim z wejścia w kompleksie obwarowań budowli z czasów Ramzesa III, zachowanych w Medinet Habu pod Luksorem, gdzie wyposażona w blanki zachowała swój tradycyjnie obronny charakter.
W szerszym znaczeniu egipskie maktar odnoszono do umocnień i łączonych z nimi konkretnych nazw topograficznych.

## W topografii

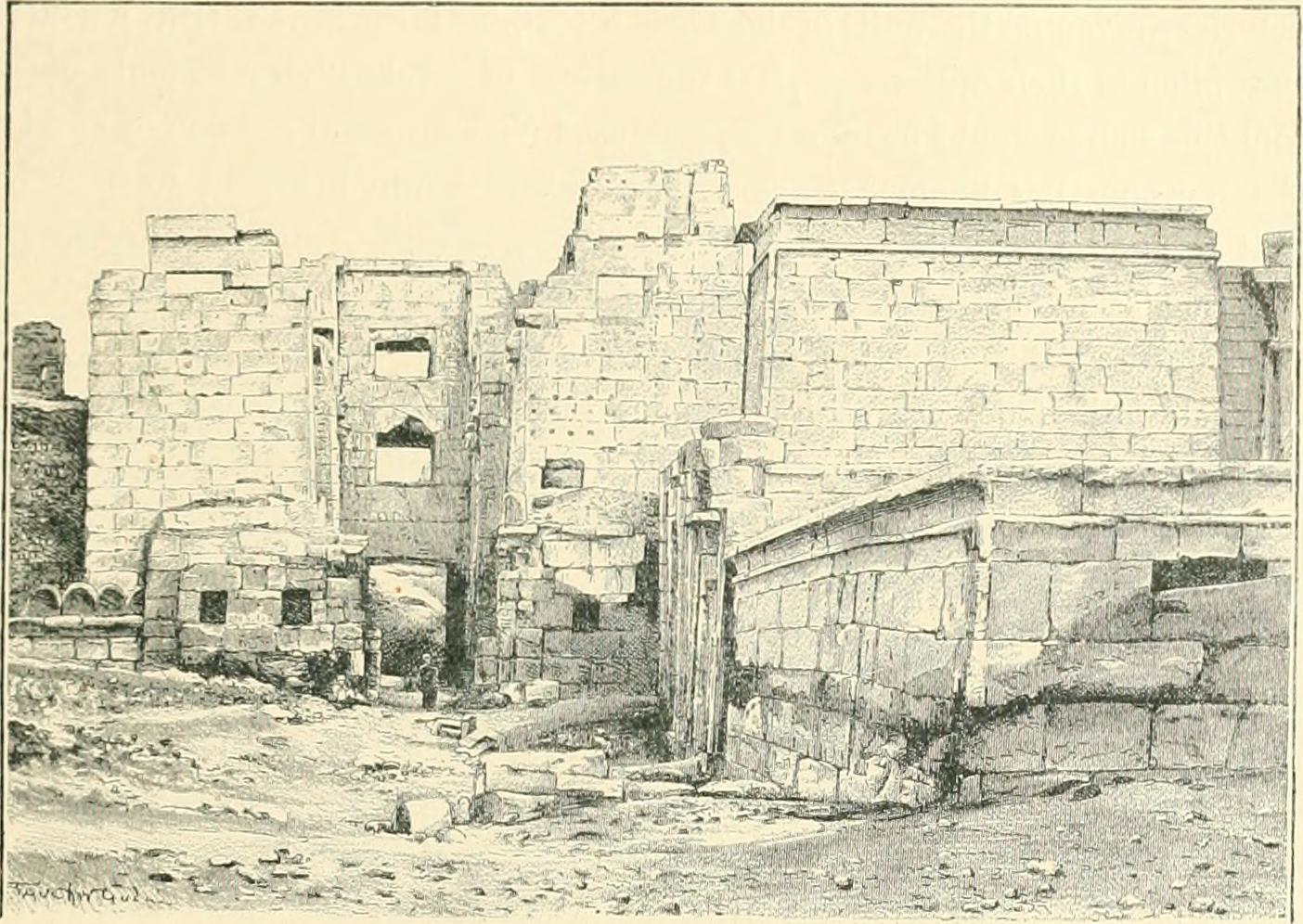
Migdol w kompleksie ruin Medinet Habu na XIX-wiecznej rycinie

W Starym Testamencie termin ten przede wszystkim ma wielokrotnie odniesienie do nazw miejscowych. Wywodzony jest z hebrajskiego מגדּלה מגדּל, מגדּל מגדּול, co oznaczało wszelkie miejsce wzniesione (również w znaczeniu umocnień, fortyfikacji). Pochodne nazwy miejscowości – Migdal-Gad na terytorium Judy, Migdal-El na terytorium Naftalego, wymienia Księga Jozuego (Joz 15,37; 19,38). Z określeniem tym można również łączyć nazwę miejsca pochodzenia Marii z Magdali (Magdaleny) wspomnianej wielokrotnie przez  Ewangelistów (Mt 27,56; 27,61; 28,1, Mk 15,40; 15,47; 16,9, Łk 8,2, J 19,25; 20,1; 20,18). Utożsamiane ze starożytną Taricheą i talmudycznym Migdol Nunaja (dosł. Wieża Rybacka), mogło być niewielkim portem rybackim położonym na zachodnim brzegu jeziora Genezaret. Współcześnie występuje w nazwie miasta Migdal ha-Emek w północnym Izraelu niedaleko Nazaretu. 
U starożytnych Egipcjan określenie to najwidoczniej odnosiło się do umocnień budowanych zwykle w strefie nadgranicznej i pełniących rolę punktu kontrolnego dla handlarzy, podróżnych, posłańców oraz wędrujących koczowników. W tej funkcji najwidoczniej wspomniano je w Księdze Wyjścia, gdzie mowa o obozie Izraelitów rozbitym „pod Pi-Hachirot pomiędzy Migdol a morzem” (Wj 14,2), i w Księdze Liczb, gdzie zapisano, że „rozbili obóz przed Migdol” (Lb 33,7). Z ksiąg proroków (Jr 44,1; 46,14, Ez 29,10; 30,6) wynika, że chodzi o ważną miejscowość położoną na dalekiej północy Egiptu, którą z dużym prawdopodobieństwem można utożsamiać ze znanym w czasach rzymskich Magdolum (dzis. Tell er-Herr) niedaleko Peluzjum w delcie Nilu. Z tekstów staroegipskich znane są na wschodzie Delty cztery różne miejscowości noszące tę nazwę.